# 63e escadre de transport
La 63e escadre de transport est une ancienne unité de transport de l'armée de l'air française de la base de Toulouse entre le 1er septembre 1978 le 1er octobre 1986.

## Escadrons
- Escadron de Transport 2/63 Vercors (en 2015, Escadron de Transport 1/62 Vercors à Creil)

## Bases
- BA101 Toulouse-Francazal